# Glee (série télévisée)
Pour les articles homonymes, voir Glee.
Glee est une série télévisée musicale américaine en 121 épisodes de 44 minutes créée par Ian Brennan, Brad Falchuk et Ryan Murphy et diffusée entre le 19 mai 2009 et le 20 mars 2015 sur le réseau Fox et en simultané sur le réseau Global puis sur City.
Elle a été diffusée en France entre le 6 juin 2010 et le 1er août 2015 sur la chaîne à péage OCS Happy, puis sur M6/W9 du 29 mars 2011 au 22 avril 2016 en version multilingue. Au Québec, la première saison a été diffusée du 1er septembre 2010 au 30 mars 2011 sur le réseau V. Depuis le 31 août 2011 (saison 2 et les suivantes), la série est diffusée sur VRAK.TV. En Belgique depuis le 8 octobre 2010 sur Club RTL et en Suisse depuis le 25 décembre 2010 sur TSR1. La série est disponible sur Disney +.

## Synopsis
Professeur d'espagnol au sein du lycée William McKinley High School à Lima dans l'Ohio, William Schuester décide de prendre la direction du club de chant (glee club) de son établissement, laissé bien mal en point par son prédécesseur. Ravivant dans le même temps ses chants à succès de sa jeunesse et la jalousie de sa femme envers sa collègue, Will déploie tout son enthousiasme afin de constituer un nouveau groupe, composé de plusieurs élèves qui ne manquent pas de personnalité, allant des plus populaires aux parias, en passant par plusieurs minorités : footballeurs, handicapés, intellos, personnes lgbt, pom-pom girls, etc. Tout ce petit monde cohabite tant bien que mal afin de ramener le Glee Club au niveau prestigieux qui était le sien des années auparavant.

## Distribution
Sources VF : RS Doublage ; Doublage Séries Database.

### Acteurs principaux
- Lea Michele (VF : Kelly Marot) : Rachel Berry
- Mark Salling (VF : Emmanuel Garijo) : Noah Puckerman

- Matthew Morrison (VF : Xavier Fagnon) : Will Schuester
- Kevin McHale (VF : Taric Mehani) : Artie Abrams
- Jane Lynch (VF : Josiane Pinson) : Sue Sylvester
- Chris Colfer (VF : Olivier Podesta) : Kurt Hummel
- Dianna Agron (VF : Noémie Orphelin) : Quinn Fabray (saisons 1 à 3, récurrente saison 4 et 6, invitée saison 5)
- Amber Riley (VF : Adeline Moreau) : Mercedes Jones (saison 1 à 4 et 6, récurrente 5)
- Naya Rivera (VF : Valérie Nosrée) : Santana Lopez (saisons 2 à 5, récurrente saison 1 et 6)
- Darren Criss (VF : Stanislas Forlani) : Blaine Anderson (saisons 3 à 6, récurrent saison 2)
- Heather Morris (VF : Laurence Sacquet) : Brittany Pierce (saisons 2 à 4, récurrente saison 1, 5 et 6)
- Mike O'Malley (VF : Jean-Pascal Quilichini) : Burt Hummel (saison 2, récurrent saison 1, 3, 4, 5 et 6)
- Chord Overstreet (VF : Antoine Schoumsky) : Sam Evans (saisons 4 à 6, récurrent saison 2 et 3)
- Jenna Ushkowitz (VF : Laëtitia Godès) : Tina Cohen-Chang (saisons 1 à 5, récurrente saison 6)
- Harry Shum Jr (VF : Yann Le Madic) : Mike Chang (saisons 3 et 4, récurrent saison 1, 2 , 5 et 6)
- Jessalyn Gilsig (VF : Rafaèle Moutier) : Terri Delmonico (saisons 1 et 2, invitée saison 4 et 6)
- Jayma Mays (VF : Julie Turin) : Emma Pillsbury (saisons 1 à 3, récurrente saison 4 à 6)
- Cory Monteith (VF : Charles Pestel) : Finn Hudson (saisons 1 à 4)
- Jacob Artist (VF : Alexandre Nguyen) : Jake Puckerman (saison 5, récurrent saison 4, invité saison 6)
- Melissa Benoist (VF : Adeline Chetail) : Marley Rose (saison 5, récurrente saison 4)
- Blake Jenner : Ryder Lynn (saison 5 - récurrent saison 4 - invité saison 6)
- Alex Newell (VF : Gabriel Bismuth-Bienaimé) : Wade « Unique » Adams (saison 5 , récurrent saison 3 , 4 et 6)
- Becca Tobin (VF : Marie Giraudon) : Kitty Wilde (saison 5, récurrente saison 4 et 6)
- Dot Jones (VF : Denise Metmer) : Shannon (puis Sheldon) Beiste (saison 6, récurrente saison 2 à 5)

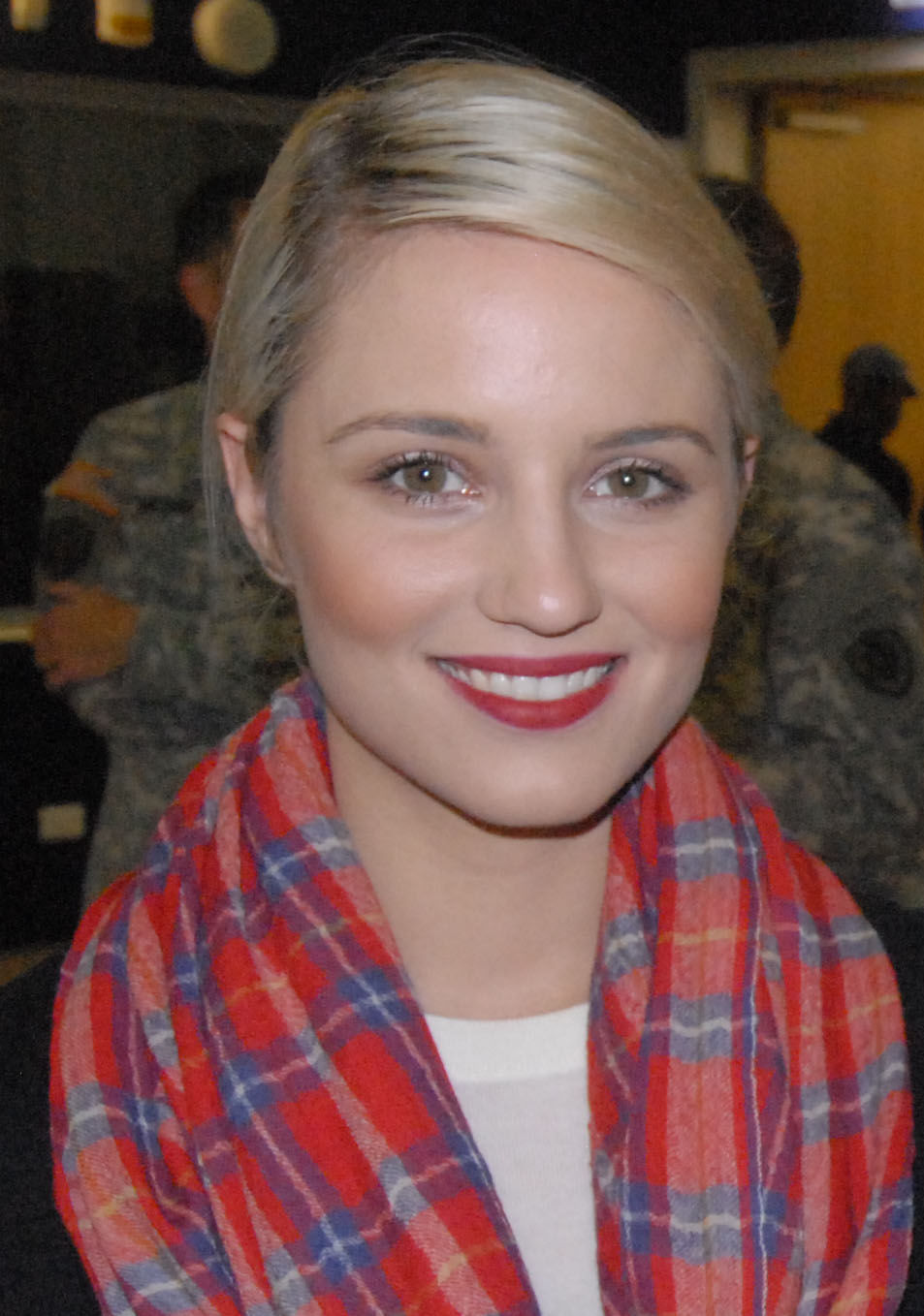
Dianna Agron (Quinn Fabray)
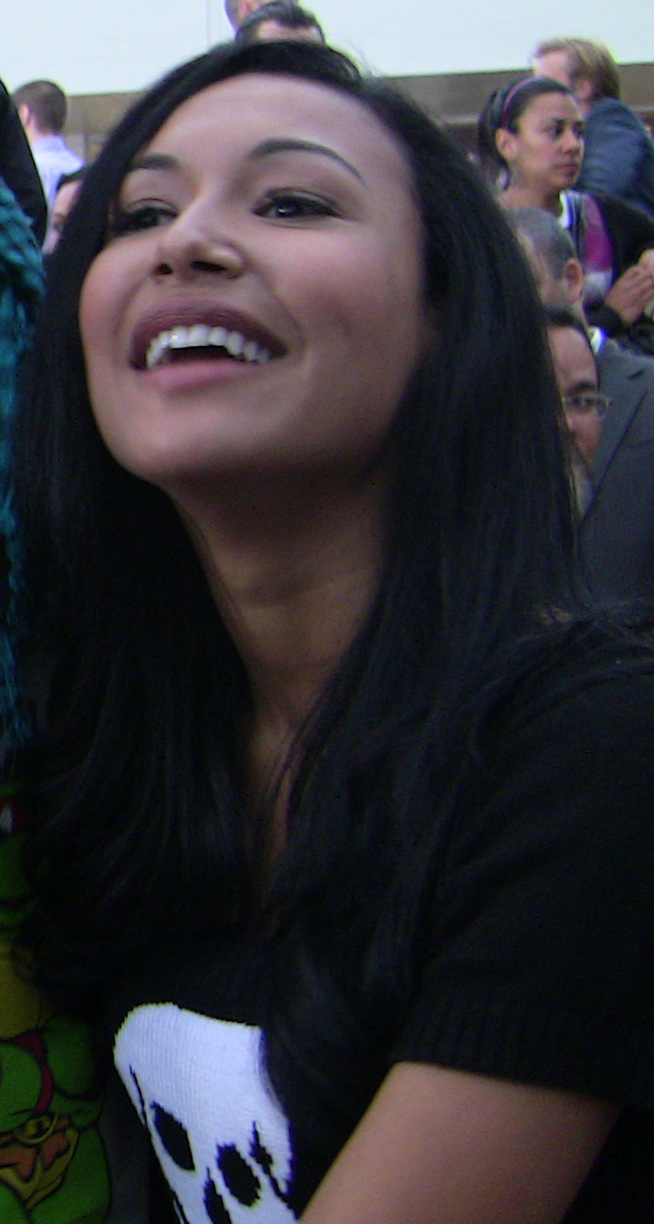
Naya Rivera (Santana Lopez)
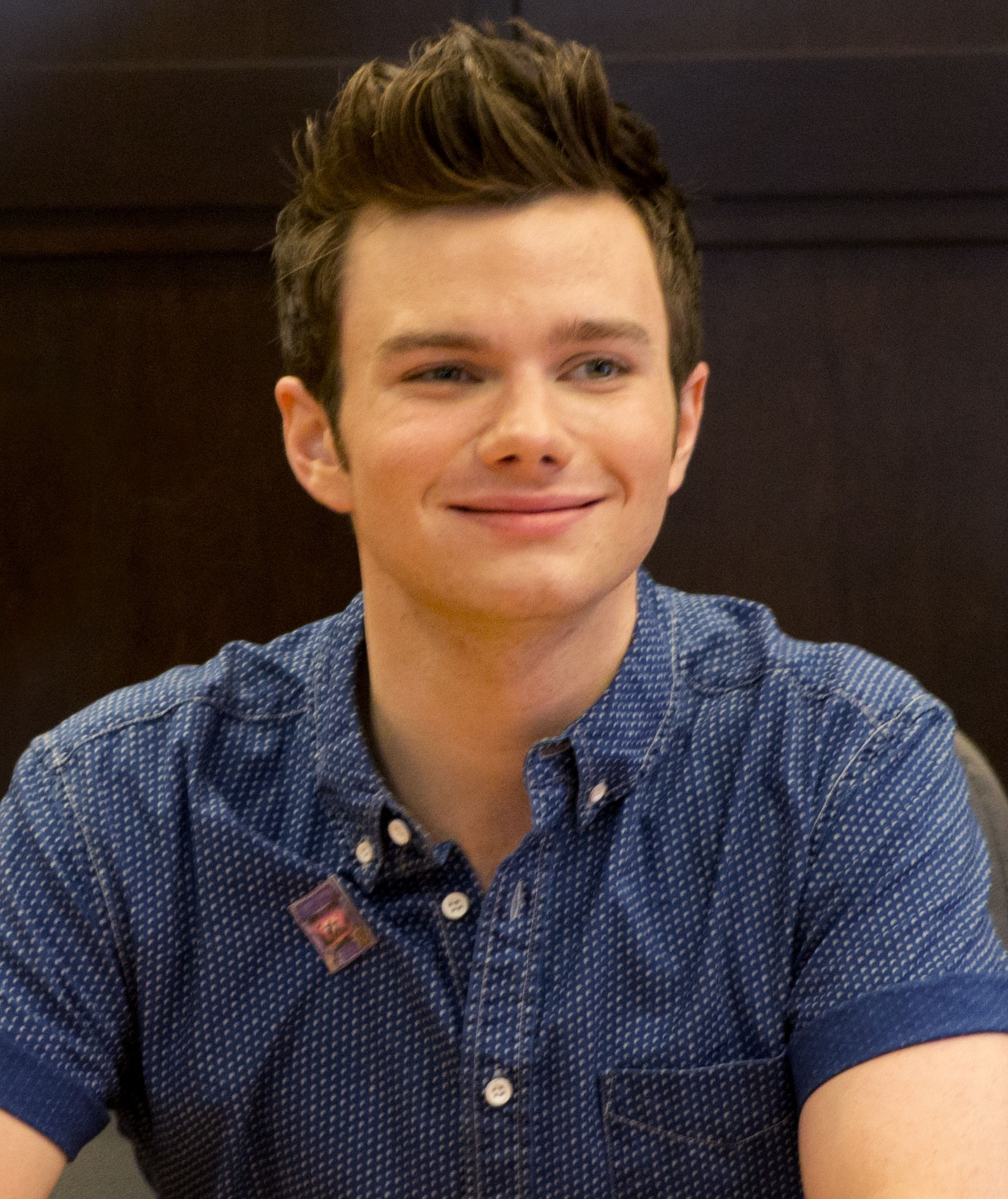
Chris Colfer (Kurt Hummel)
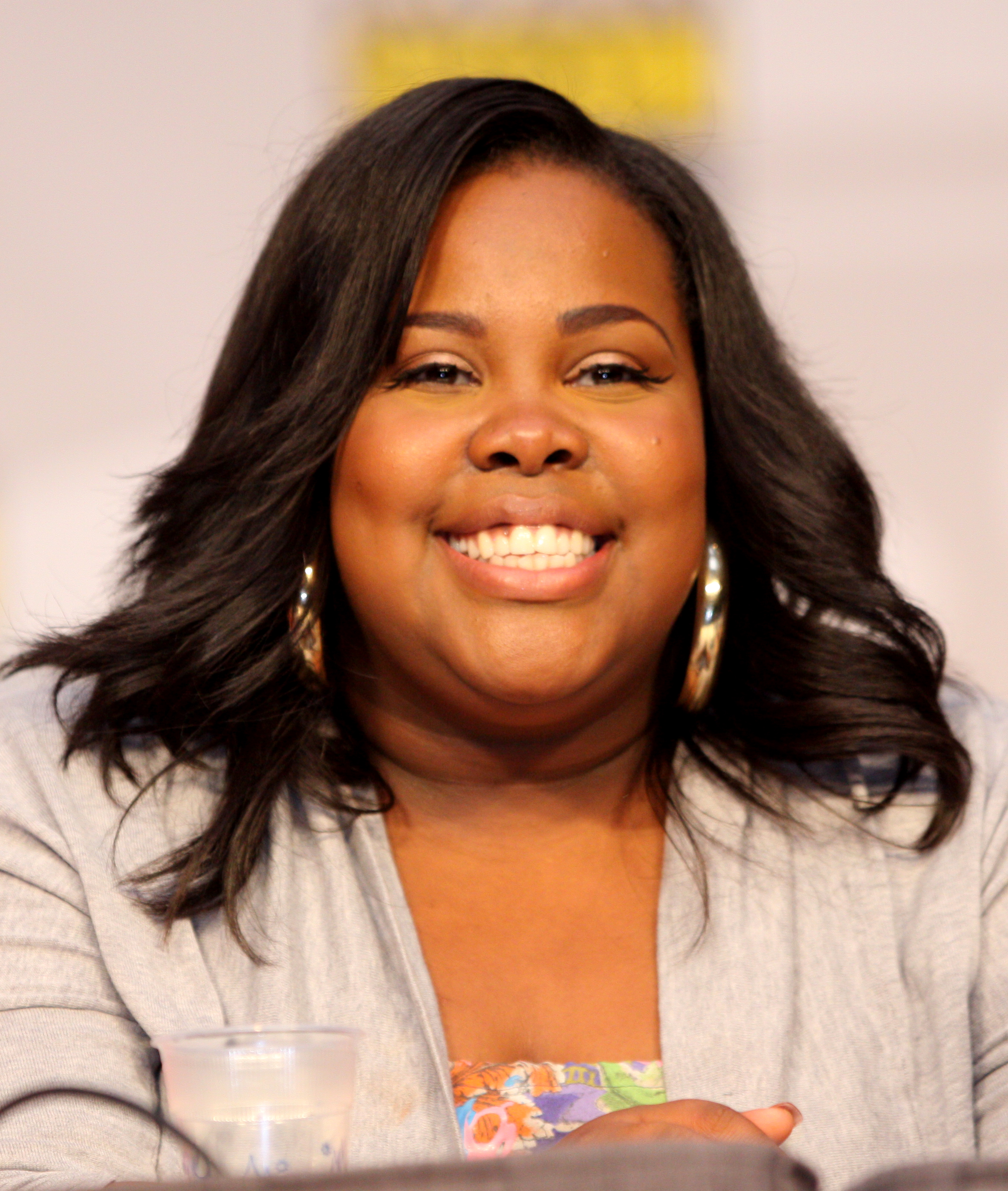
Amber Riley (Mercedes Jones)
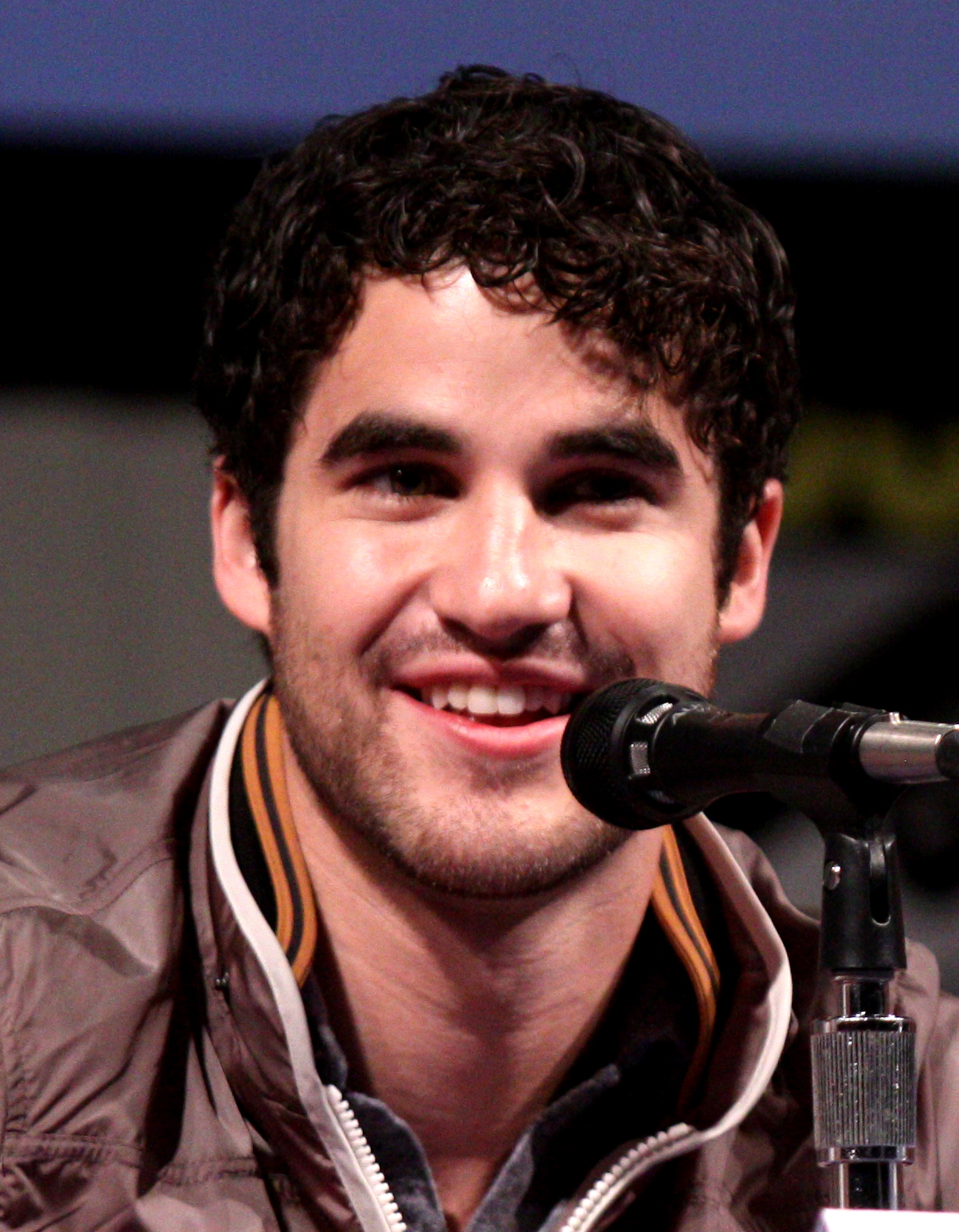
Darren Criss (Blaine Anderson)
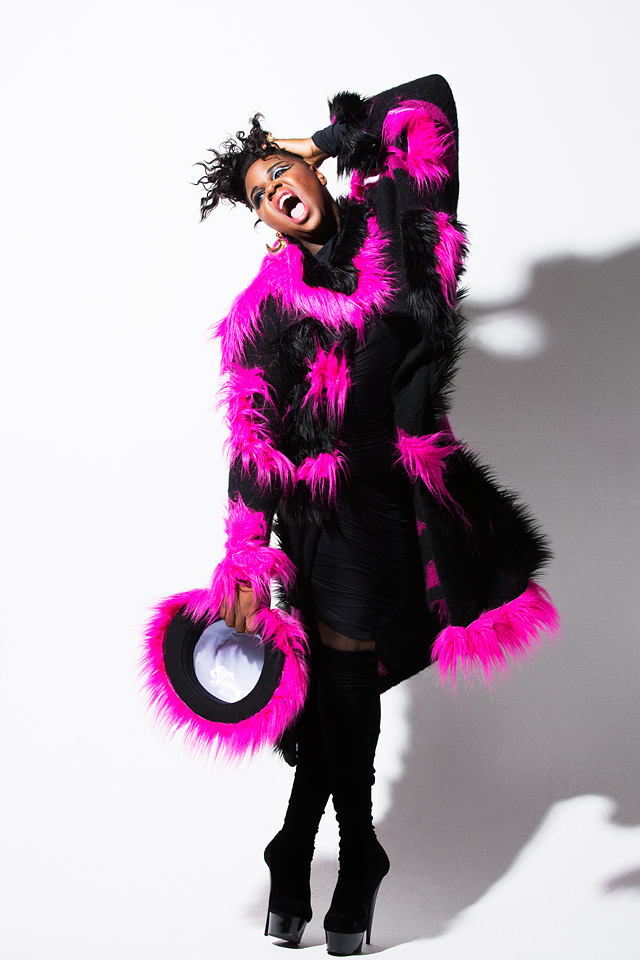
Alex Newell (Unique Adams)
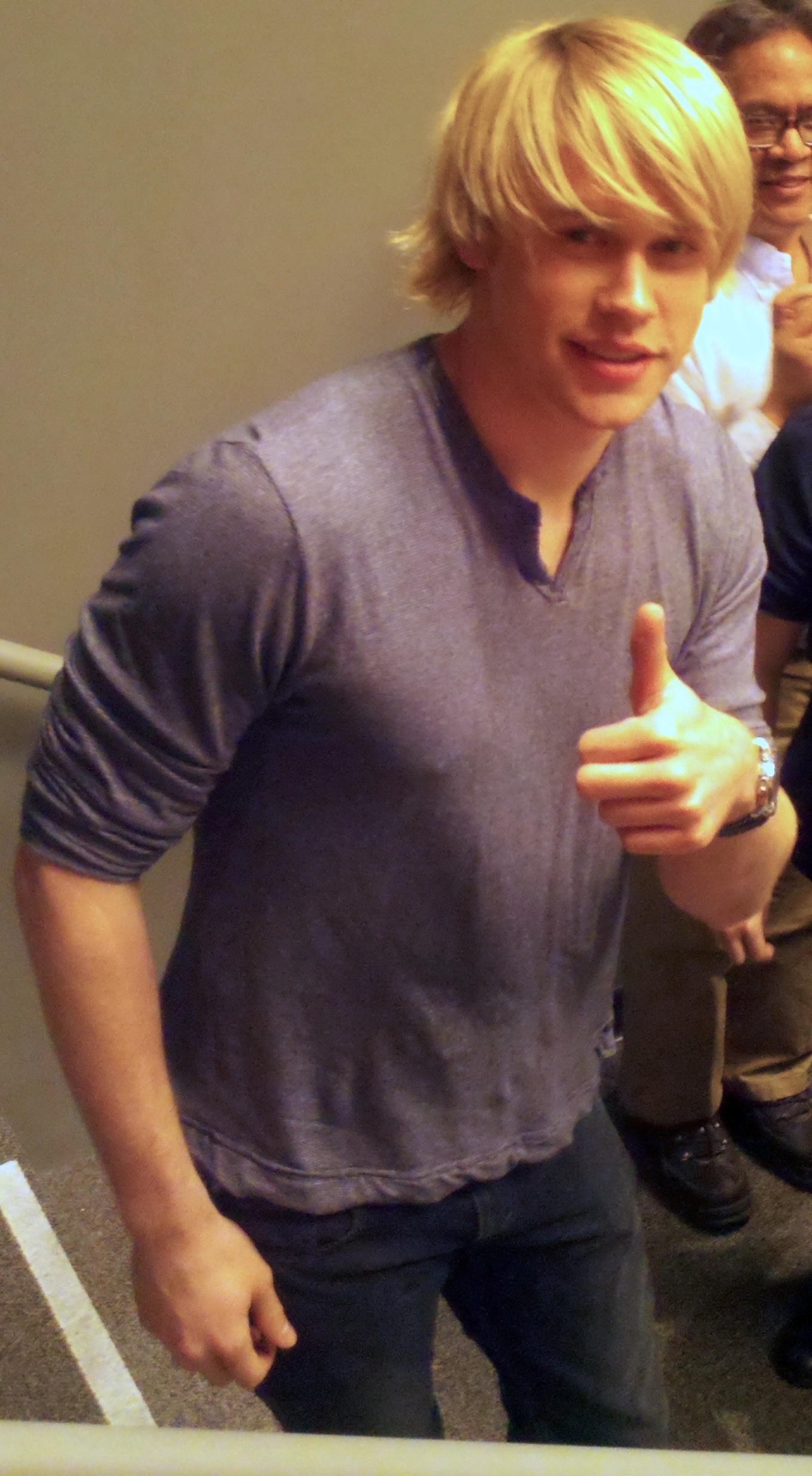
Chord Overstreet (Sam Evans)
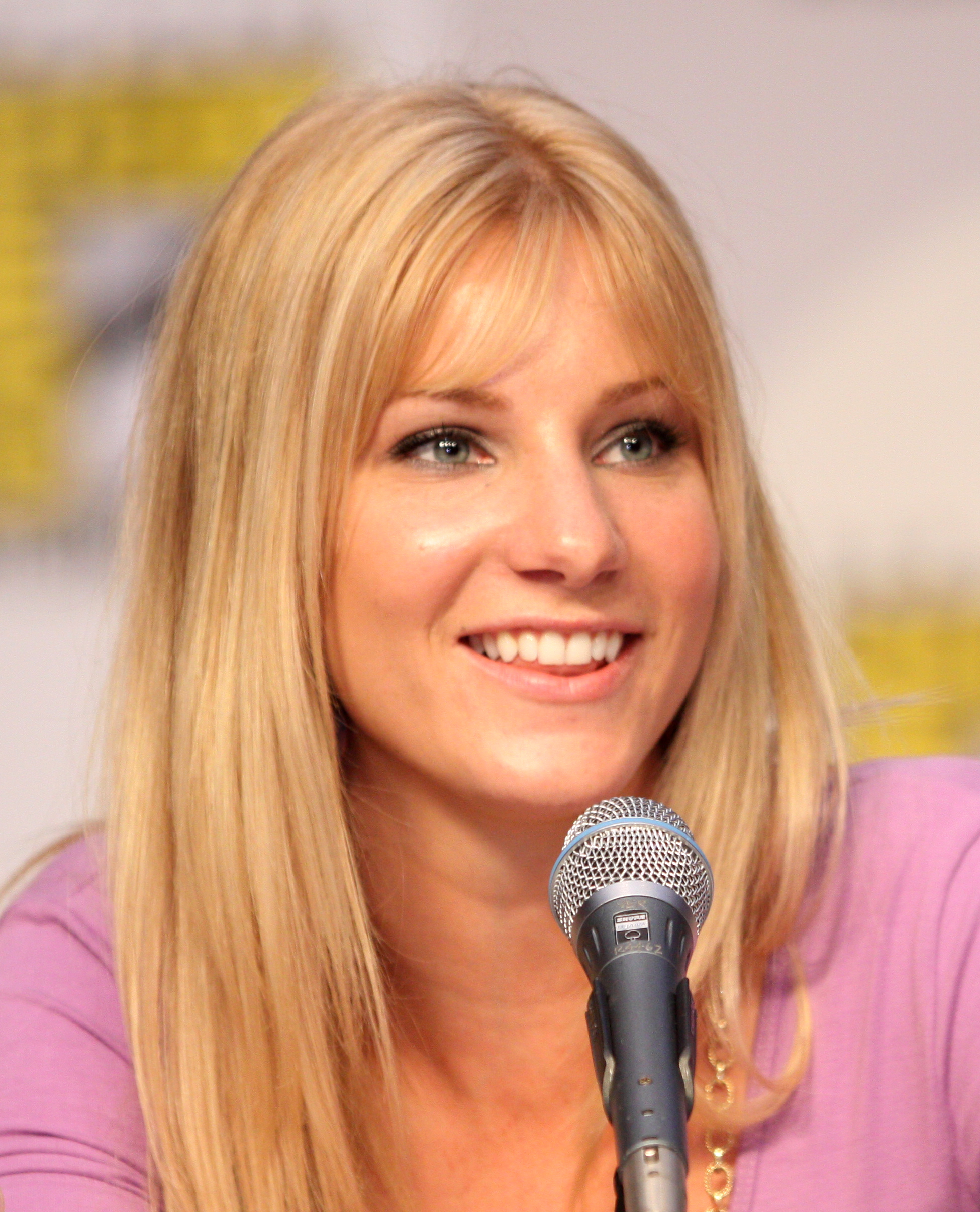
Heather Morris (Brittany Pierce)
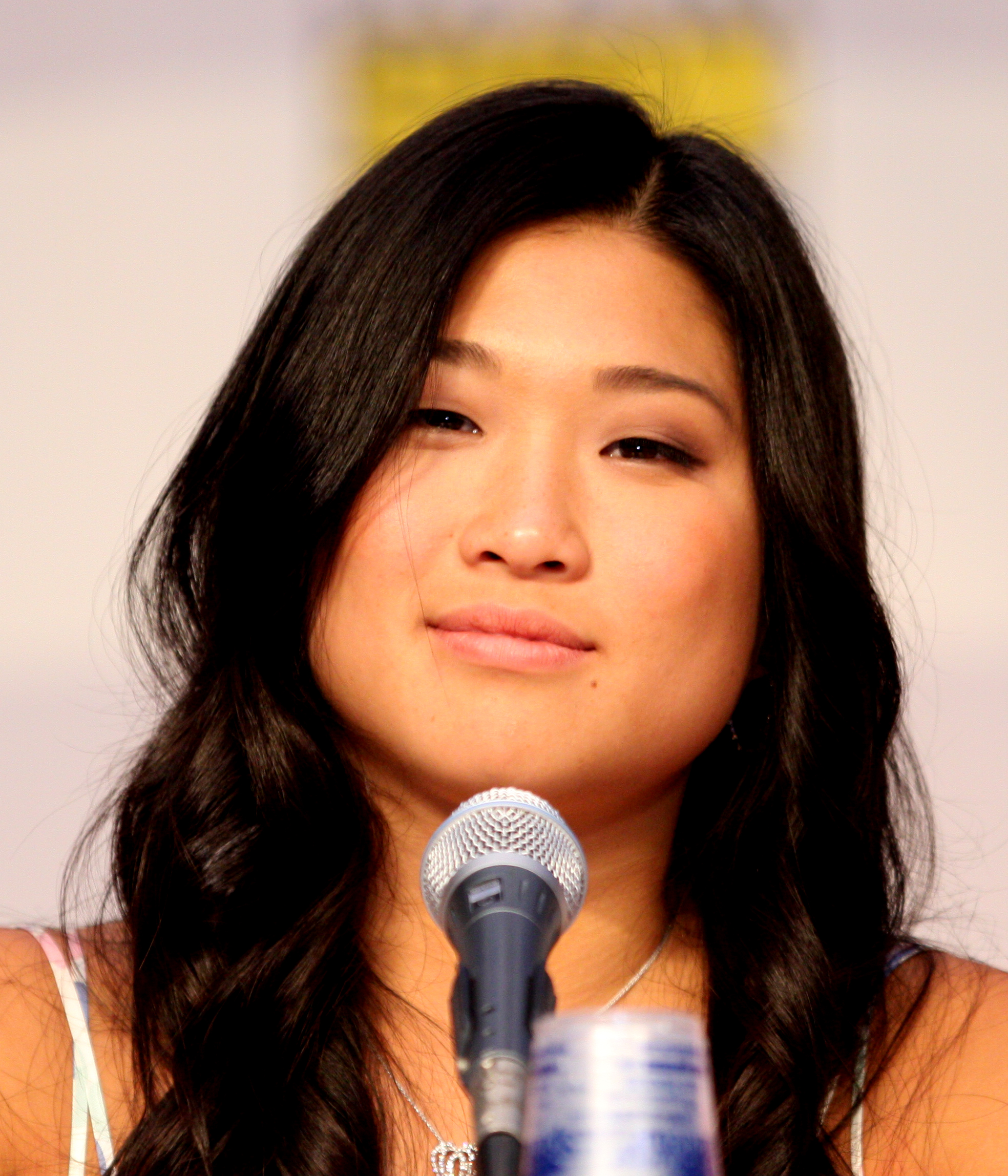
Jenna Ushkowitz (Tina Cohen-Chang)
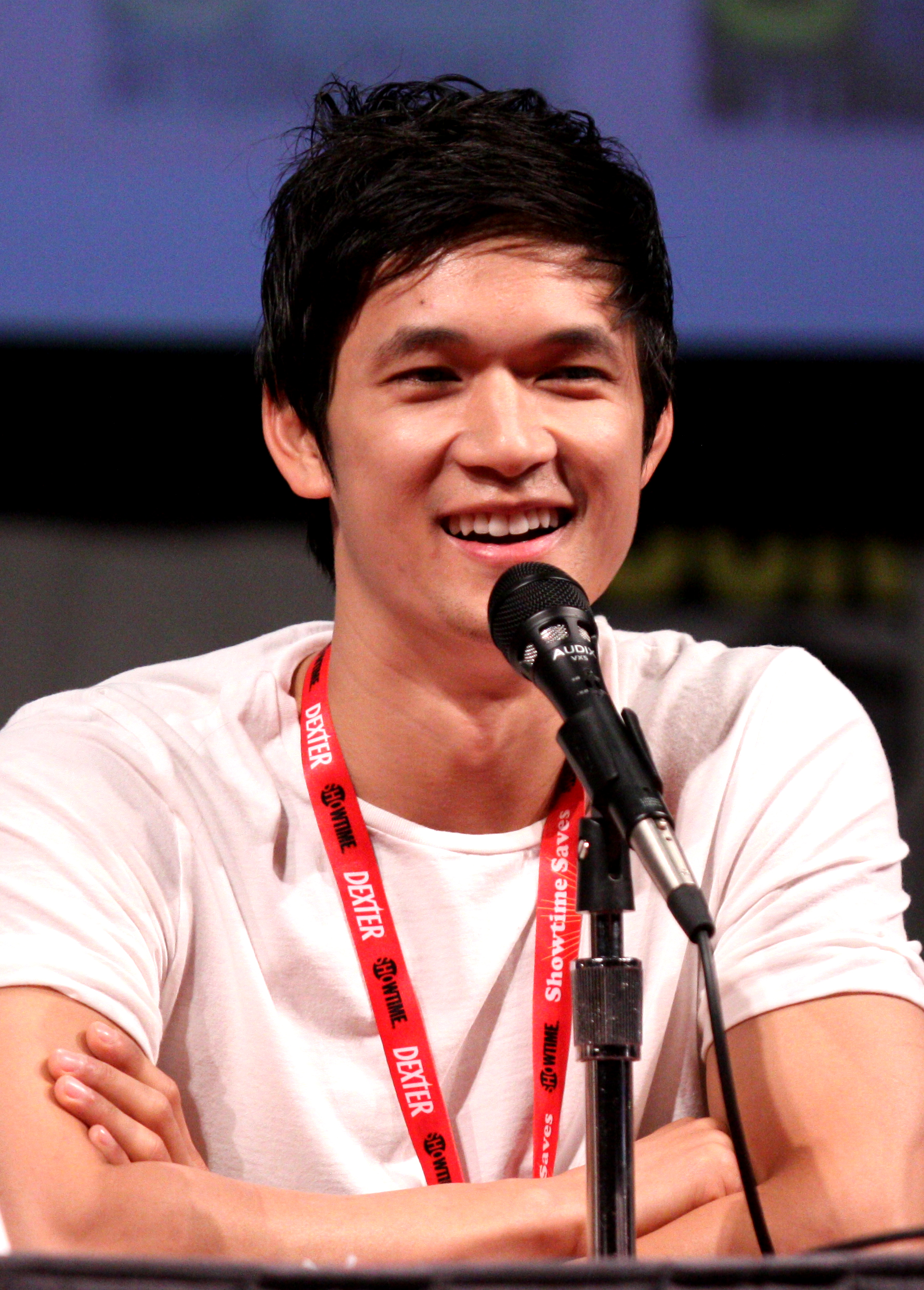
Harry Shum Jr. (Mike Chang)
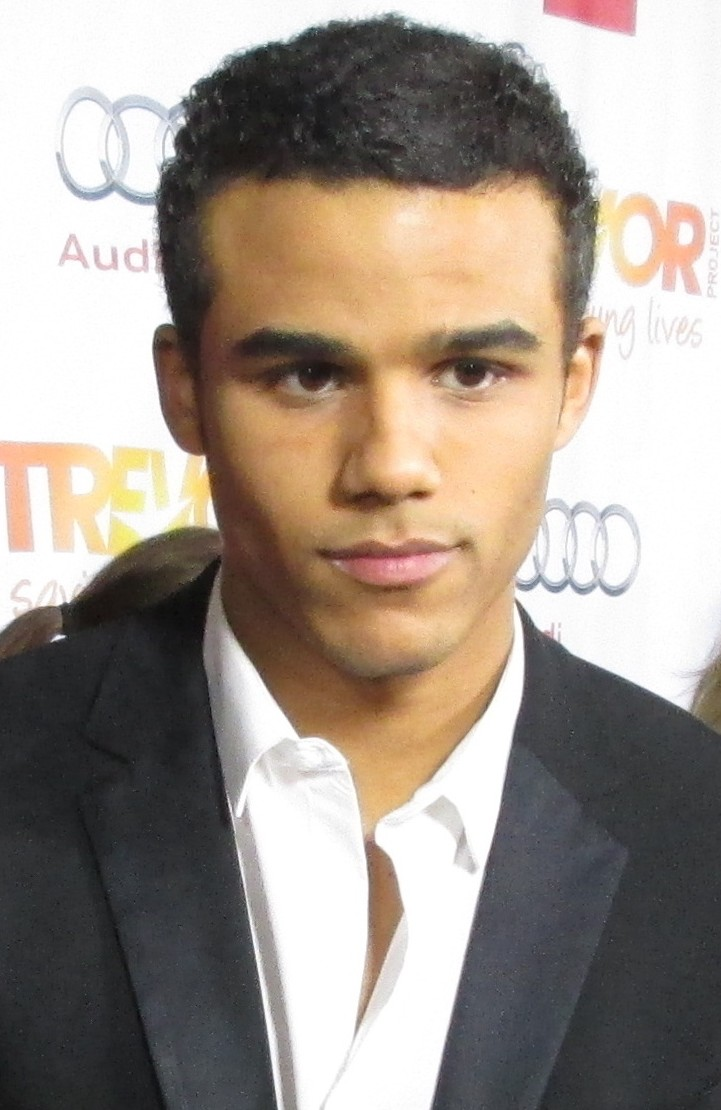
Jacob Artist (Jake Puckerman)
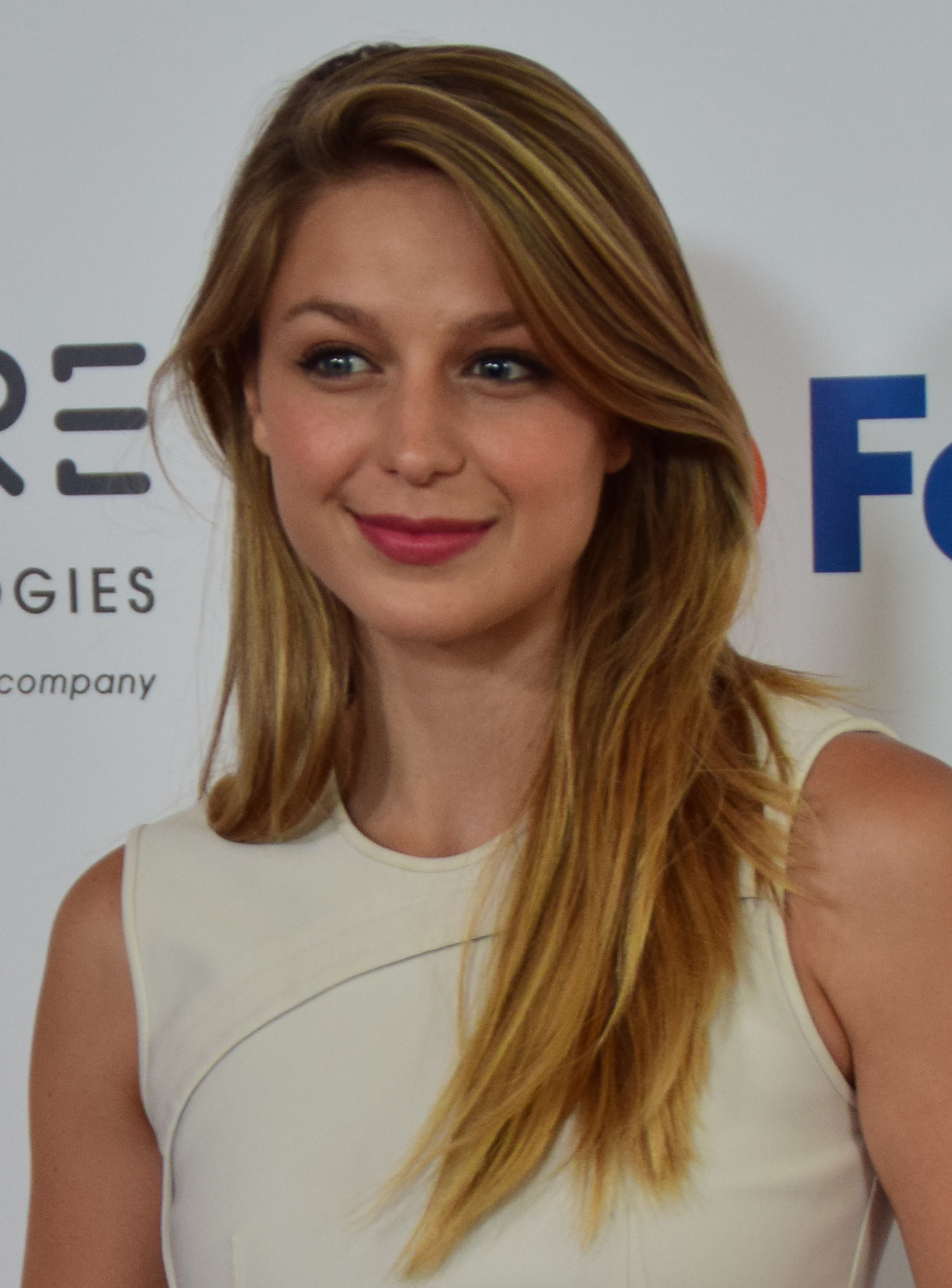
Melissa Benoist (Marley Rose)
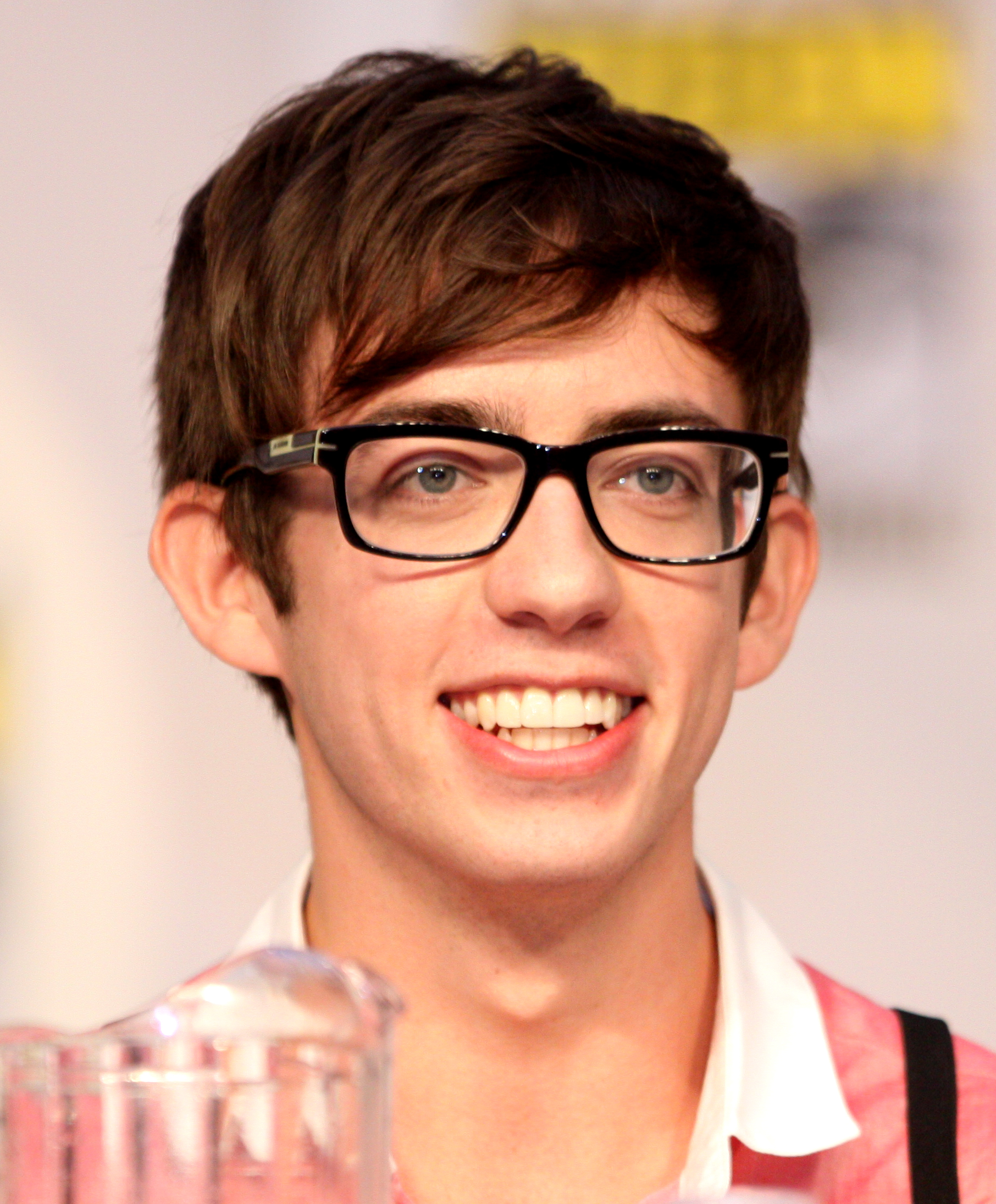
Kevin McHale ( Artie Abrams)
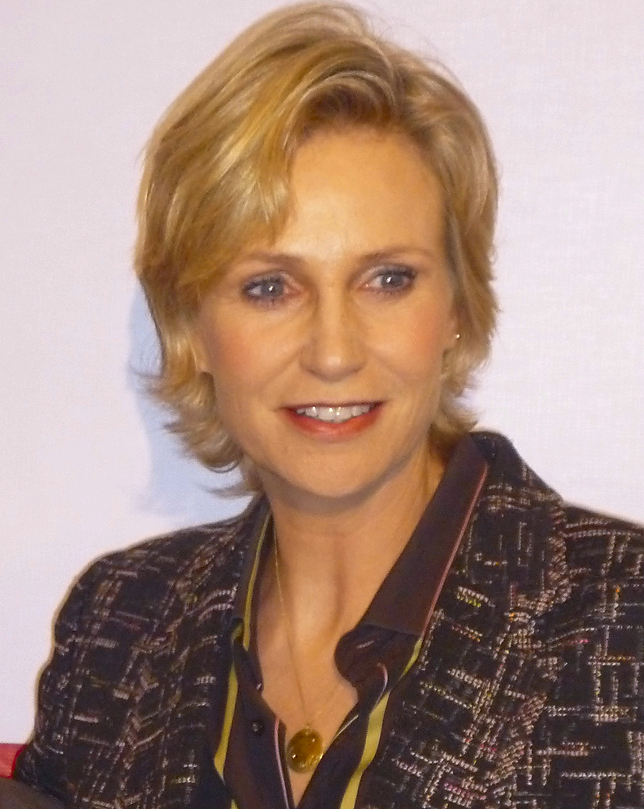
Jane Lynch (Sue Sylvester)
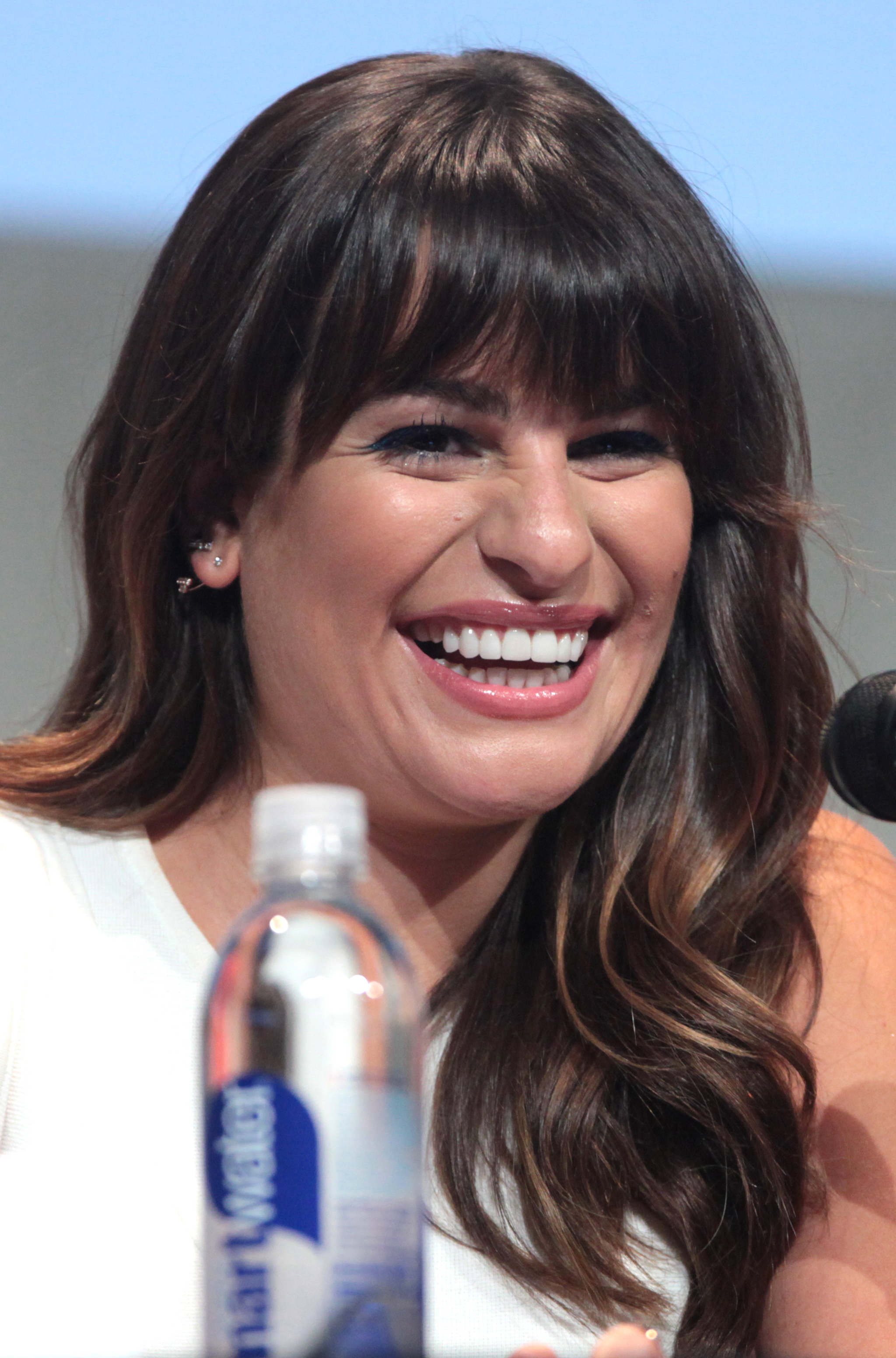
Lea Michele (Rachel Berry)
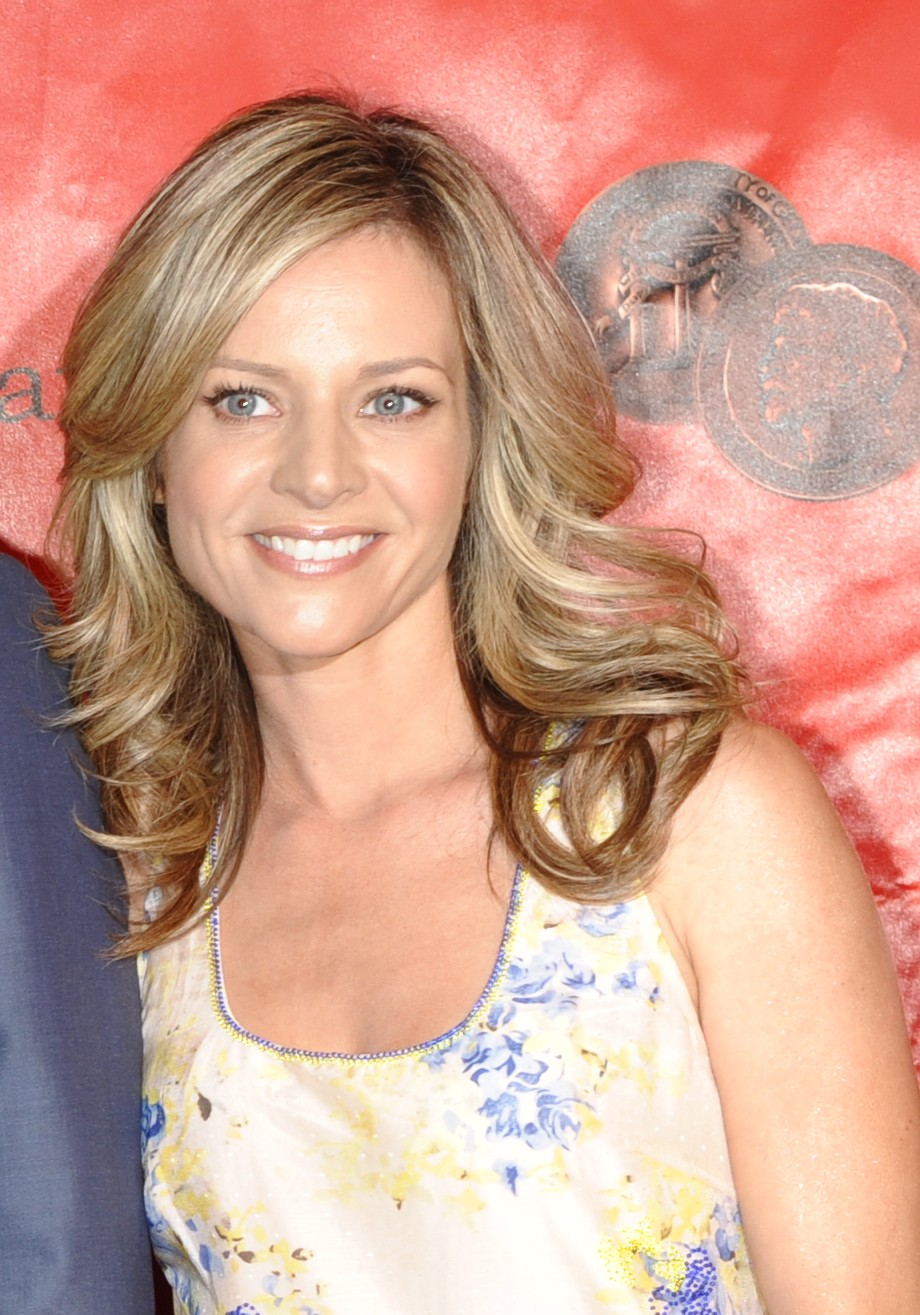
Jessalyn Gilsig (Terri Delmonico)
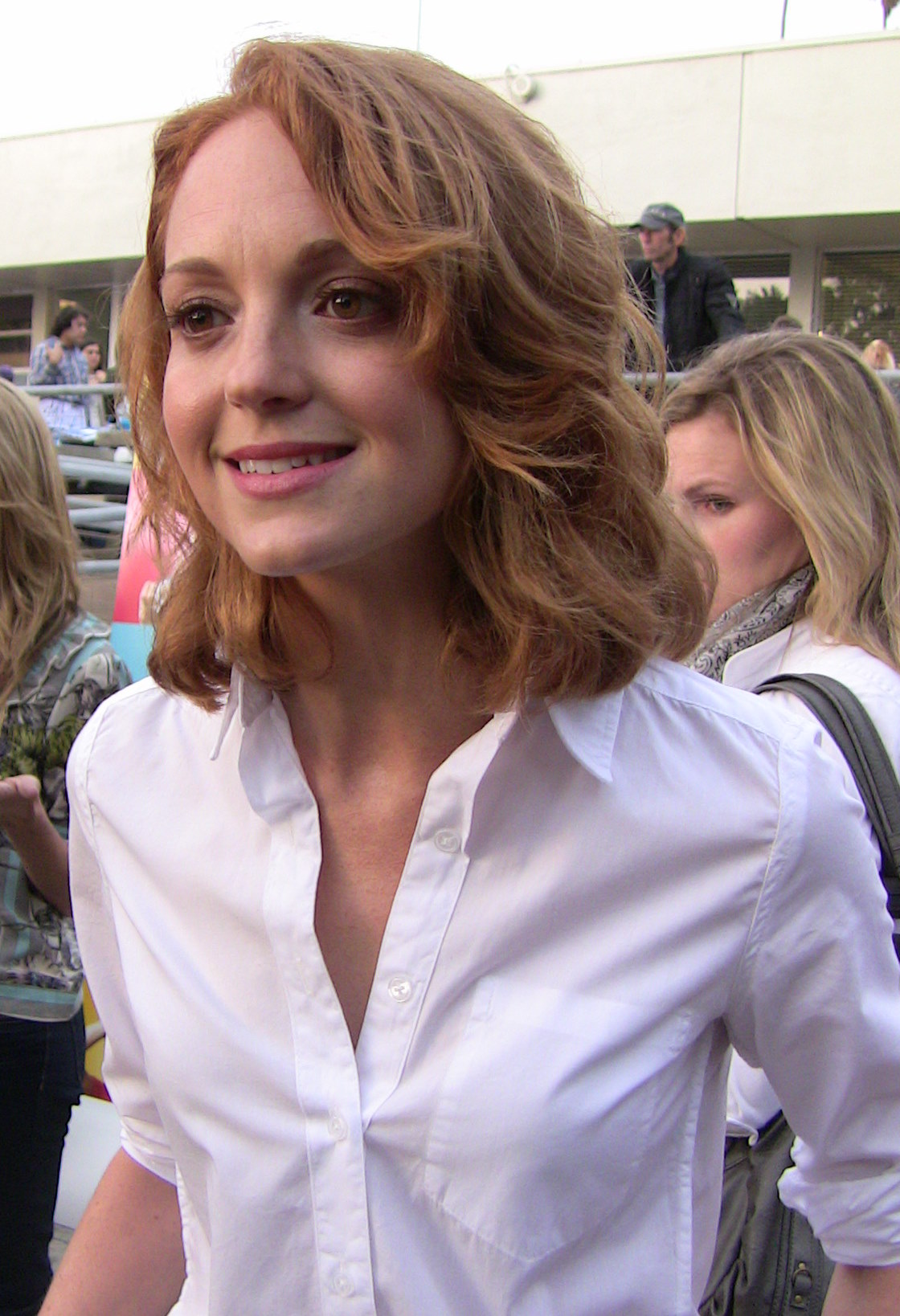
Jayma Mays (Emma Pillsbury)
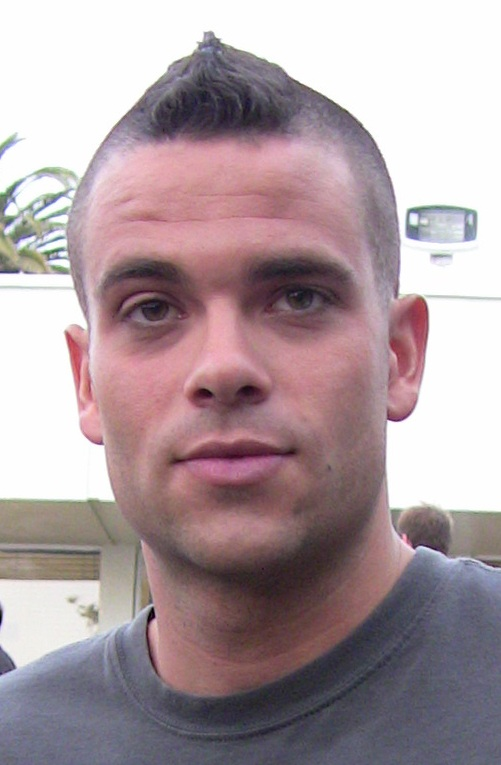
Mark Salling  (Noah Puckerman)

### Acteurs récurrents
- Max Adler (VF : Jérémy Prévost) : Dave Karofsky (saisons 1 à 3, 5 et 6)
- Jennifer Aspen (VF : Françoise Dasque) : Kendra Giardi (saison 1)
- Kent Avenido (VF : Vincent Ribeiro) : Howard Bamboo (saison 1 et 2)
- Kenneth Choi (VF : Thierry Kazazian) : Dr Wu (saison 1)
- James Earl (VF : Jérôme Rebbot) : Azimio Adams (saisons 1 et 2)
- Ashley Fink (VF : Sylvie Jacob) : Lauren Zizes (saisons 1 et 2, invitée saison 3, 4 et 6)
- Patrick Gallagher (VF : Stéphane Bazin) : Ken Tanaka (saison 1)
- Victor Garber (VF : Marcel Guido) : le père de Will (saison 1)
- Jonathan Groff (VF : Donald Reignoux) : Jesse St James (saison 1 à 3 et 6)
- Gregg Henry (VF : Gabriel Le Doze) : Russel Fabray (saison 1)
- Michael Hitchcock (VF : Patrick Préjean) : Dalton Rumba (saison 1)
- Bill A. Jones (VF : Mathieu Buscatto) : Rod Remington (saisons 1 à 3)
- Michael Loeffelholz : Phil Giardi (saison 1)
- Idina Menzel (VF : Nathalie Karsenti) : Shelby Corcoran (récurrente saisons 1 et 3 - invitée saison 4)
- Lauren Potter (VF : Delphine Braillon) : Becky Jackson (saisons 1 à 6)
- Romy Rosemont (VF : Brigitte Virtudes) : Carole Hudson-Hummel (saisons 1 à 6)
- Charlotte Ross (VF : Anne Rondeleux) : Judy Fabray (saisons 1 à 3)
- Josh Sussman (VF : Hervé Rey) : Jacob Ben Israel (saisons 1 à 5)
- Dijon Talton (VF : Stanislas Forlani) : Matt Rutherford (saison 1 et 6)
- Iqbal Theba (VF : Marc Perez) : principal John Figgins (saisons 1 à 6)
- Stephen Tobolowsky (VF : Bernard Alane) : Sandy Ryerson (saisons 1 et 2)
- Robin Trocki : Jean Sylvester (saisons 1 et 2)
- Cheyenne Jackson (VF : Stéphane Ronchewski) : Dustin Goolsby (saison 2)
- Telly Leung (en) (VF : Thierry Bourdon) : Wes (saison 2)
- Charice Pempengco (VF : Jessica Barrier) : Sunshine Corazon (saison 2)
- Grant Gustin (VF : Romain Redler) : Sebastian Smythe (saisons 3 et 4, invité saison 5)
- Samuel Larsen (VF : Paolo Domingo) : Joe Hart (saisons 3 et 4, invité saison 6)
- NeNe Leakes (VF : Michèle Buzynski) : Roz Washington (saisons 3 à 6)
- Vanessa Lengies (VF : Caroline Victoria) : Sugar Motta[6] (saison 3, 4 et 6)
- Damian McGinty (VF : Olivier Martret) : Rory Flanagan (saison 3, invité saison 4)
- LaMarcus Tinker (en) (VF : Fabien Gravillon) : Shane Tinsley (saison 3)
- Dominic Barnes (VF : Benjamin Bollen) : Trent (saison 4)
- Dean Geyer (VF : Tony Marot) : Brody Weston[7] (saison 4)
- Trisha Rae Stahl (en) (VF : Laure Sabardin) : Millie Rose (saison 4)
- Jesse Luken (en) (VF : Fabrice Trojani) : Bobby Surette (saison 4)
- Adam Lambert (VF : Yoann Sover) : Elliott 'Starchild' Gilbert (saison 5)
- Demi Lovato (VF : Dorothée Pousséo) : Dani (saison 5)
- Billy Lewis Jr (af) (VF : Hervé Grull) : Mason McCarthy (saison 6)
- Laura Dreyfuss (en) (VF : Zina Khakhoulia) : Madison McCarthy (saison 6)
- Samantha Ware (VF : Camille Donda) : Jane Hayward (saison 6)
- Noah Guthrie (VF : Fabrice Trojani) : Roderick Meeks (saison 6)
- Marshall Williams (VF : Geoffrey Vigier) : Spencer Porter (saison 6)

## Production

### Fiche technique
- Titre original et français : Glee
- Titre québécois : Le Glee Club (saison 1) ; Glee (saisons 2 à 6)
- Création : Ian Brennan, Brad Falchuk, Ryan Murphy
- Musique originale : James S. Levine
- Producteurs : Ryan Murphy, Dante Di Loreto, Brad Falchuk (exécutifs)
- Sociétés de production : Brad Falchuk Teley-Vision, Ryan Murphy Productions
- Sociétés de distribution : 20th Century Fox Television
- Format : couleur - 35 mm - 1,78:1 (16:9 HD) - Son Dolby Digital
- Pays de production :  États-Unis
- Langue originale : Anglais
- Genre : musical
- Durée : environ 45 minutes
- Version française réalisée par VF Productions sous la direction artistique de Yann Le Madic.
- Adaptation : Tim Stevens, Frédéric Espin, Sabrina Boyer, Marie-Annick Billaud, Anne Ducos, Hubert Drac et Thibault Longuet.

## Épisodes
Le 9 avril 2012, la série a été renouvelée pour une quatrième saison qui a été diffusée les jeudis aux États-Unis du 13 septembre 2012 au 9 mai 2013.
Le 19 avril 2013, la série est renouvelée pour une cinquième et une sixième saison,.
Aux États-Unis, le début de la diffusion de la saison 5 était initialement prévue pour le 19 septembre 2013, mais le décès de l'acteur Cory Monteith a retardé le début de la production. La Fox a annoncé que le lancement de cette nouvelle saison aurait finalement lieu une semaine plus tard, le 26 septembre 2013.
Le 17 octobre 2013, Ryan Murphy a indiqué que la sixième saison sera la dernière. Cette dernière comportera uniquement treize épisodes.

## Audiences

### Aux États-Unis
|                      | Tranche horaire (HE)                   | Début                                 | Fin          | Téléspectateurs (en millions) | Classement annuel des séries                 |
| -------------------- | -------------------------------------- | ------------------------------------- | ------------ | ----------------------------- | -------------------------------------------- |
| Saison 1 (2009–2010) | mercredi 21 h (2009) mardi 21 h (2010) | 19 mai 2009 (pilote) 9 septembre 2009 | 8 juin 2010  | 9,18                          | 15e (séries pour adultes) 33e (tous publics) |
| Saison 2 (2010–2011) | mardi 20 h                             | 21 septembre 2010                     | 24 mai 2011  | 11,63                         | 11e (séries pour adultes) 41e (tous publics) |
| Saison 3 (2011–2012) | mardi 20 h                             | 20 septembre 2011                     | 22 mai 2012  | 7,31                          | 23e (séries pour adultes) 53e (tous publics) |
| Saison 4 (2012-2013) | jeudi 21 h                             | 13 septembre 2012                     | 9 mai 2013   | 5,89                          | 26e (séries pour adultes) 49e (tous publics) |
| Saison 5 (2013-2014) | jeudi 21 h (2013) mardi 20 h (2014)    | 26 septembre 2013                     | 13 mai 2014  | 3,30                          | NC                                           |
| Saison 6 (2015)      | vendredi 21 h                          | 9 janvier 2015                        | 20 mars 2015 | 2,03                          | NC                                           |

### Au Canada anglophone
La série remportait aussi un vif succès du côté canadien, se classant toujours dans les 30 émissions les plus regardées au Canada anglophone durant les trois premières saisons en étant diffusée en simultanée avec la diffusion américaine. Par contre, depuis le hiatus de quatre semaines à l'automne 2012 lors de la diffusion de la quatrième saison, la série ne figure plus dans le Top 30 des émissions les plus regardées au Canada.
Cotes d'écoute canadiennes moyennes par saison*

### En France
Le 6 avril 2011, les trois épisodes de Glee ont réuni une moyenne de 1 200 000 téléspectateurs et 5,2 % de part d'audience sur W9, réalisant ainsi le meilleur score pour une série inédite de la TNT. Le 27 avril 2011, l'épisode 17 est regardé par 1 300 000 téléspectateurs et 5 % de part d'audience. Le 11 mai 2011, le dernier épisode de la saison est suivi par 1 300 000 téléspectateurs et 5,1 % de part d'audience.
La saison 1 de Glee a été un succès d'audience et commercial pour W9, les 22 épisodes ont réuni une moyenne de 1 100 000 téléspectateurs et une part d'audience moyenne de 4,5 % sur l'ensemble du public et de 18,5 % sur les 15-24 ans. W9 a été en tête des chaînes de la TNT auprès de l'ensemble du public durant la saison 1. La série a généré un chiffre d'affaires publicitaire de 3,3 millions d'euros, soit 450 000 euros par soirée, des résultats supérieurs à la moyenne de la chaîne.

## Distinctions

### Récompenses
- 2009 :
  - Satellite Awards :

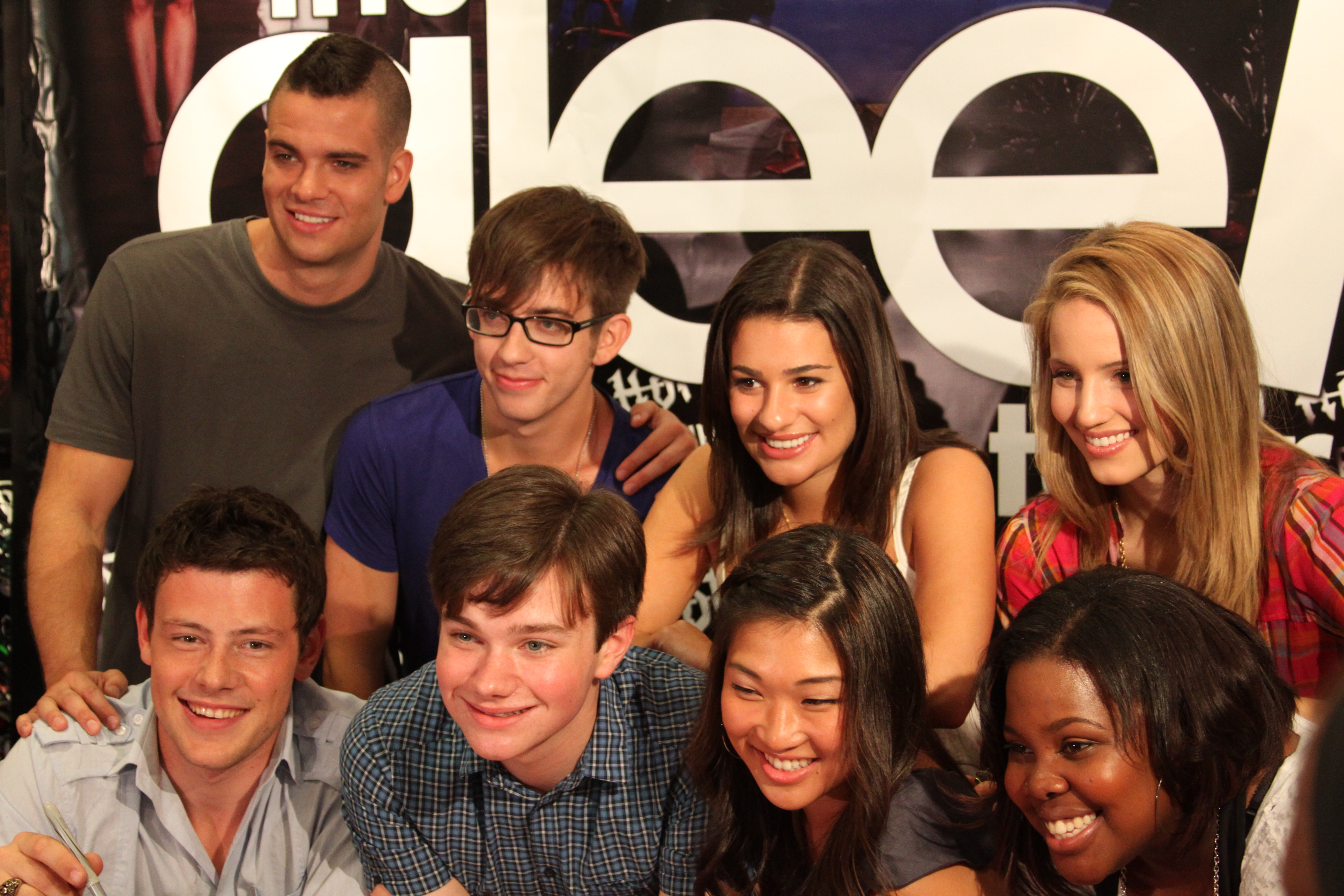
Le casting original de la série, en août 2009.

    - Meilleure série télévisée musicale ou comique
    - Meilleur acteur dans une série télévisée musicale ou comique pour Matthew Morrison
    - Meilleure actrice dans une série télévisée musicale ou comique pour Lea Michele
    - Meilleure actrice dans un second rôle dans une série télévisée pour Jane Lynch
    - Prix spécial pour la prestation de Kristin Chenoweth en tant que guest-star

  - Diversity Award pour l'ensemble de la distribution
  - Artios Awards : Meilleur pilote de télévision - comédie
  - AFI Awards : Meilleur programme TV de l'année
- 2010 :
  - People's Choice Awards : Meilleure nouvelle comédie
  - Golden Globes Awards : Meilleure série télévisée musicale ou comique
  - Screen Actors Guild Awards : Meilleure distribution pour une série comique
  - Peabody Awards
  - GLAAD Media Awards : Meilleure série comique
  - TV Land Awards : Futur classique
  - Television Academy Honors : Récompensée pour avoir permis une visibilité et un changement de regard sur le handicap (épisode Wheels)
  - Prix de la Presse : Meilleure série comique internationale lors du 50e Festival de télévision de Monte-Carlo
  - Television Critics Association Awards :
    - Meilleur programme de l'année
    - Meilleure nouveauté
    - Meilleure prestation dans une comédie pour Jane Lynch

  - Emmy Awards :
    - Meilleure actrice dans un second rôle dans une série comique pour Jane Lynch
    - Meilleur acteur invité dans une série comique pour Neil Patrick Harris
    - Meilleur réalisateur pour une série comique pour Ryan Murphy (épisode pilote)
- 2011 :
  - Golden Globe Awards :
    - Meilleure série télévisée musicale ou comique
    - Meilleur acteur dans un second rôle dans une série, une minisérie ou un téléfilm pour Chris Colfer
    - Meilleure actrice dans un second rôle dans une série, une minisérie ou un téléfilm pour Jane Lynch

  - People's Choice Awards :
    - Meilleure comédie
    - Meilleure actrice dans une comédie pour Jane Lynch

  - AAPD Awards (American Association of People with Disabilities) : Récompensée pour avoir réussi à faire passer un bon message vis-à-vis des personnes handicapées. Prix décerné à Lauren Potter (Becky dans la série).
- 2013 :
  - Teen Choice Awards :
    - Meilleure série comique
    - Meilleure actrice dans une série comique : Lea Michele
    - Meilleur acteur dans un second rôle : Chord Overstreet
    - Meilleur nouveau talent : Blake Jenner

### Propositions de récompenses
- 2009 :
  - Satellite Awards : Meilleur acteur dans un second rôle dans une série télévisée pour Chris Colfer
- 2010 :
  - Golden Globe Awards :
    - Meilleur acteur dans une série télévisée musicale ou comique pour Matthew Morrison
    - Meilleure actrice dans une série télévisée musicale ou comique pour Lea Michele
    - Meilleure actrice dans un second rôle dans une série, une minisérie ou un téléfilm pour Jane Lynch

  - Directors Guild of America Awards : Meilleure réalisation pour un épisode de série comique de Ryan Murphy pour l'épisode pilote et Paris Barclay pour l'épisode Wheels
  - Writers Guild of America Awards : Meilleure série comique et nouvelle série pour Ian Brennan, Brad Falchuk et Ryan Murphy
  - NAACP Image Award : Meilleure série comique
  - Emmy Awards :
    - Meilleure actrice dans une série comique pour Lea Michele
    - Meilleur acteur dans une série comique pour Matthew Morrison
    - Meilleur acteur dans un second rôle dans une série comique pour Chris Colfer
    - Meilleure actrice invitée dans une série comique pour Kristin Chenoweth
    - Meilleur acteur invité dans une série comique pour Mike O'Malley
    - Meilleure série comique
    - Meilleur réalisateur pour une série comique pour Paris Barclay (épisode Wheels)
    - Meilleur scénario pour une série comique pour Ryan Murphy, Ian Brennan et Brad Falchuk (épisode pilote)

  - Satellite Awards :
    - Meilleure série télévisée musicale ou comique
    - Meilleure actrice dans une série télévisée musicale ou comique pour Lea Michele
    - Meilleur acteur dans une série télévisée musicale ou comique pour Matthew Morrison
    - Meilleure actrice dans un second rôle dans une série télévisée pour Jane Lynch
    - Meilleur acteur dans un second rôle dans une série télévisée pour Chris Colfer
- 2011 :
  - Grammy Awards :
    - Meilleure prestation pop par un duo ou un groupe pour Don't Stop Believin' (Regionals Version)
    - Meilleure bande originale de film ou de télévision pour Glee: The Music, Volume 1

  - People's Choice Awards :
    - Meilleure comédie
    - Meilleure guest-star pour Britney Spears
    - Meilleure guest-star pour Neil Patrick Harris
    - Meilleur acteur dans une comédie pour Matthew Morrison
    - Meilleure actrice dans une comédie pour Jane Lynch

  - Golden Globe Awards :
    - Meilleure série télévisée musicale ou comique
    - Meilleur acteur dans une série télévisée musicale ou comique pour Matthew Morrison
    - Meilleure actrice dans une série télévisée musicale ou comique pour Lea Michele
    - Meilleur acteur dans un second rôle dans une série, une minisérie ou un téléfilm pour Chris Colfer
    - Meilleure actrice dans un second rôle dans une série, une minisérie ou un téléfilm pour Jane Lynch

  - NAACP Image Award :
    - Meilleure série comique
    - Meilleure actrice dans un second rôle dans une série comique pour Amber Riley

  - Directors Guild of America Awards : Meilleure réalisation pour une série comique
  - Producers Guild of America Awards : Meilleure production pour une série comique
  - Screen Actors Guild Awards :
    - Meilleure distribution pour une série comique
    - Meilleur acteur dans une série comique pour Chris Colfer
    - Meilleure actrice dans une série comique pour Jane Lynch

  - Brit Awards : Révélation internationale de l'année
  - GLAAD Media Awards : Meilleure série comique
  - ALMA Awards pour meilleure actrice dans une série comique : pour Naya Rivera

## Produits dérivés

### The Glee Project
The Glee Project est une émission de téléréalité diffusée sur la chaîne câblée Oxygen depuis l'été 2011 créée par Ryan Murphy. Elle met des candidats en compétition, et les vainqueurs remportent un rôle dans la série Glee. L'acteur Blake Jenner a notamment remporté un rôle dans la série grâce à cette émission.

### Bandes originales
Columbia Records sort au fur et à mesure de la diffusion de la série des albums regroupant certains titres entendus au cours des épisodes.
De plus, les chansons de chaque épisode sont disponibles en téléchargement légal après leur diffusion.

### DVD
- Glee - Pilot Episode : Director's Cut

Distribué exclusivement dans les magasins, aux États-Unis, ce DVD est sorti le 1er septembre 2009. Il comprend le pilote, un avant-goût du 2e épisode Showmance et un documentaire sur la genèse de la série par son créateur Ryan Murphy. Il est également sorti en Australie le 25 novembre 2009 et au Royaume-Uni le 25 janvier 2010.
- Glee - Volume 1 : Road to Sectionals

Ce coffret de 4 DVD regroupe les treize premiers épisodes de la première saison ainsi que les auditions de Lea Michele et de Amber Riley et des bonus sur les auditions et les chorégraphies. Il est sorti le 29 décembre 2009 aux États-Unis et au Canada. Il est disponible en Australie le 31 mars 2010 et au Royaume-Uni le 19 avril 2010. Il est sorti le 27 avril 2011 en France.
- Glee - Season 1, Volume 2 : Road to Regionals

Ce coffret est sorti le 13 septembre 2010 au Royaume-Uni. Il regroupe les 9 derniers épisodes de la première saison. Le volume 2 est sorti le 17 mai 2011 en France.
- Glee - The Complete First Season

Ce coffret de 7 DVD regroupant les 22 épisodes de la première saison est sorti le 13 septembre 2010 au Royaume-Uni, le 14 septembre 2010 aux États-Unis ainsi qu'au Canada et le 22 septembre 2010 en Australie. Y est inclus en guise de bonus des versions longues d'épisodes, un karaoké, la revue de tournage de l'épisode The Power of Madonna, des Sue's Corner inédits et un tutoriel de danse. Une édition 4 Blu-ray est également sortie.
- Glee - Season 2, Volume 1

Ce coffret de 3 DVD regroupe les dix premiers épisodes de la seconde saison. Il est sorti le 25 janvier 2011 aux États-Unis et au Canada.
- Glee - Season 2, Volume 2

Ce coffret de quatre DVD qui contient les 12 derniers épisodes de la deuxième saison est sorti aux États-Unis et au Canada le 13 septembre 2011.
- Glee - The Complete Second Season

Coffret de 6 DVD comprenant les 22 épisodes de la deuxième saison qui est sorti le 13 septembre 2011 aux États-Unis et au Canada.
- Glee - The Complete Third Season

Coffret de 6 DVD comprenant les 22 épisodes de la troisième saison qui est sorti le 14 août 2012 aux États-Unis et au Canada. La sortie en France est annoncée pour le 15 mai 2013.

### Jeux vidéo
Des jeux vidéo Glee sont disponibles sur la console Wii : Glee Karaoké Revolution (3 vol.)

### Tournées

#### Glee Live! In Concert! 2010
Avec Lea Michele (Rachel), Cory Monteith (Finn), Amber Riley (Mercedes), Chris Colfer (Kurt), Kevin McHale (Artie), Jenna Ushkowitz (Tina), Mark Salling (Puck), Dianna Agron (Quinn), Naya Rivera (Santana), Heather Morris (Brittany), Harry Shum Jr. (Mike) et Dijon Talton (Matt).

#### Glee Live! In Concert! 2011
Avec Lea Michele (Rachel), Cory Monteith (Finn), Amber Riley (Mercedes), Chris Colfer (Kurt), Kevin McHale (Artie), Jenna Ushkowitz (Tina), Mark Salling (Puck), Dianna Agron (Quinn), Naya Rivera (Santana), Heather Morris (Brittany), Harry Shum Jr. (Mike), Chord Oversteet (Sam), Ashley Fink (Lauren), Darren Criss (Blaine) et les Warblers.

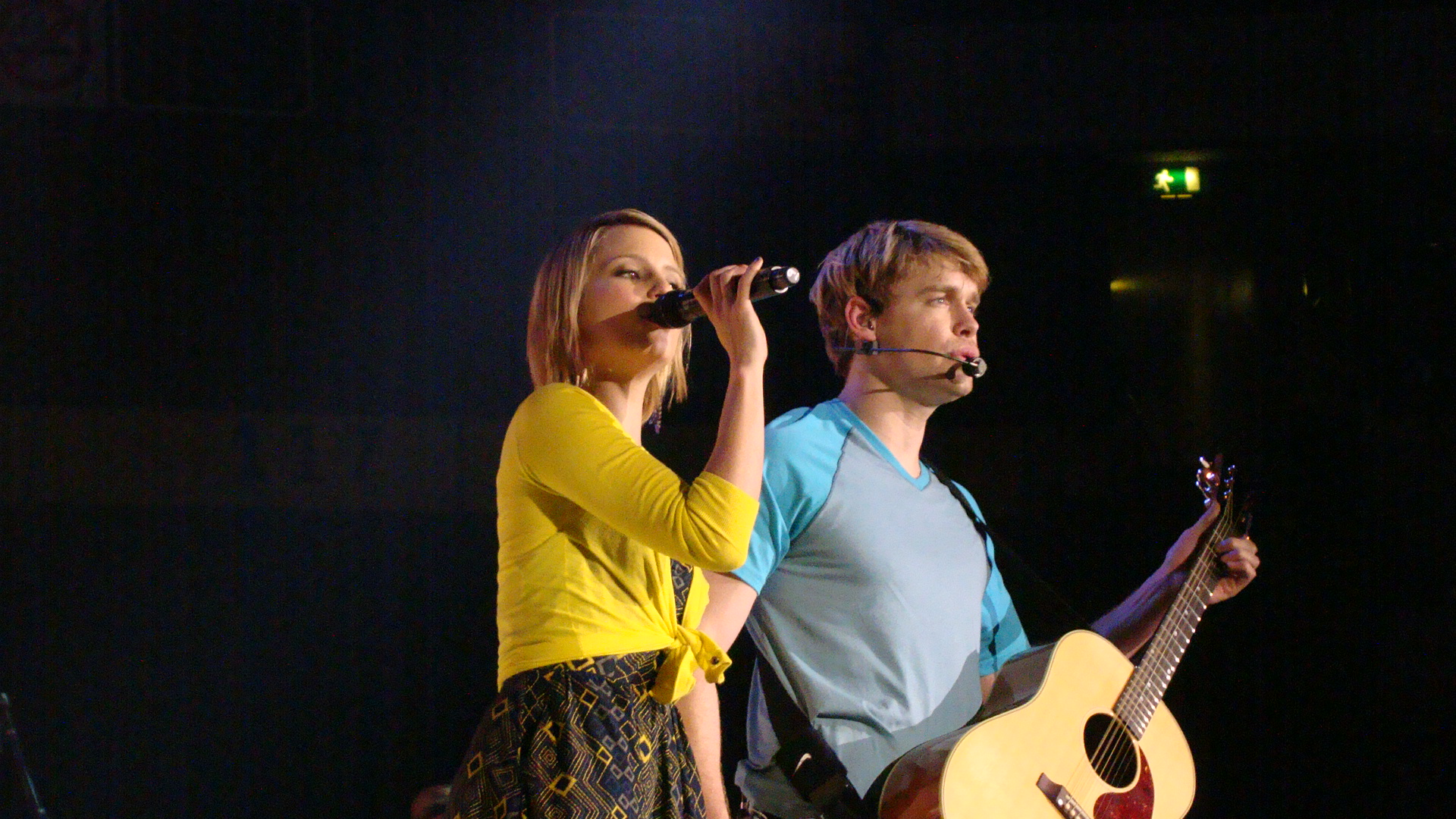
Chord Overstreet et Dianna Agron au Glee Live ! In Concert ! 2011.

### Cinéma
- Un long-métrage documentaire réalisé par Kevin Tancharoen lors de la tournée 2011 est sorti en salles le 12 août 2011 : Glee, le concert 3D (Glee: The 3D Concert Movie).

## Décès autour de la série
- Cory Monteith, interprète de Finn Hudson, est retrouvé mort le 13 juillet 2013 d'une overdose d'alcool et de drogues, à l'âge de 31 ans, dans une chambre d'hôtel à Vancouver[24],[25],[26]. Lea Michele (Rachel Berry), sa compagne dans la vie comme à l'écran, lui dédie son prix de la meilleure actrice dans une série comique aux Teen Choice Awards 2013[27],[28]. Jane Lynch lui rend aussi hommage lors des Emmy Awards 2013[29]. La série a failli être annulée ; Ryan Murphy a demandé à Lea Michele ce qu'elle voulait faire et elle a répondu qu'il fallait continuer pour lui[30]. Un épisode (Saison 5, épisode 3, The Quarterback) lui a alors été dédié.
- Mark Salling, interprète de Noah Puckerman, est retrouvé mort le 30 janvier 2018. L'enquête a conclu qu'il s'agissait d'un suicide par pendaison, le corps de l'acteur a été retrouvé aux abords d'une rivière à Sunland, Los Angeles. Mark Salling encourait une peine de prison allant de 4 à 7 ans pour possession de plus de 50 000 images de pédopornographie. Son procès devait avoir lieu quelques semaines plus tard.
- Naya Rivera, interprète de Santana Lopez, est portée disparue le 8 juillet 2020. La police du comté Ventura explique que l'actrice faisait une sortie en bateau aux abords du lac Piru (Californie), avec son fils de 4 ans. Trois heures plus tard, celui-ci a été retrouvé seul à bord du bateau. Des recherches sont lancées après avoir découvert l'enfant et le lac est fermé au public. La police évoque une possible noyade. Le 9 juillet, le shérif du comté de Ventura confirme que Naya Rivera est présumée morte et que les plongeurs sont à la recherche d'un corps après que son fils a dit aux enquêteurs avoir vu sa mère disparaître sous l'eau. Le 13 juillet, le bureau du shérif du comté de Ventura annonce avoir retrouvé un corps dans le lac et qu'il s'agit bien de celui de Naya Rivera[31].